# Volvox carteri
Volvox carteri (лат.) — вид колониальных одноклеточных зелёных водорослей рода Вольвокс. Образует большие сферические колонии или ценобии, состоящие из 2—6 тысяч хламидомонада-подобных клеток. Колонии большой частью состоят из соматических клеток и небольшого числа гамет в женских или мужских колониях. Кроме женских колоний, содержащих яйцеклетки, и мужских колоний, содержащих, соответственно, спермии, имеются чисто вегетативные колонии. Все три типа колоний могут также содержать специализированные клетки, называемые партеногонидии, способные к бесполому размножению.
Геном этого вида водорослей был секвенирован в 2010 году.

## Размножение
Volvox carteri является факультативно половым организмом, то есть может размножаться как половым, так и бесполым путём. В природе бесполое размножение происходит в стоячих водоёмах весной, но при наступлении неблагоприятных условий внешней среды Volvox carteri может переходить на половой путь размножения и продуцировать зиготы, способные переждать высыхание водоёмов в летний зной.
Половое размножение Volvox carteri может быть индуцировано при интенсивном тепловом воздействии. Однако этот механизм может быть ингибирован антиоксидантами, что доказывает, что индукция полового размножения тепловым воздействием опосредованно происходит через окислительный стресс. Аврора Неделку обнаружила, что блокирование митохондриальной цепи транспорта электронов, приводящее к окислительному стрессу, также приводит к активации полового размножения у Volvox carteri. Позже она вместе с Ричардом Мишо предположила, что основной причиной активации полового размножения в этих экспериментах является повреждение ДНК, вызванные окислительным стрессом. Другие агрессивные агенты, вызывающие повреждение ДНК, такие как глютаральдегид, формальдегид и ультрафиолетовое излучение, также активируют половое размножение у Volvox carteri. Эти исследования подкрепляют идею, что основной адаптивной задачей полового размножения является ремонт повреждений ДНК.
В 2014 году Джеймс Умен (англ. James Umen) опубликовал данные, что обнаружил у Volvox carteri ген-регулятор пола VcMID. Простимулировав искусственно его экспрессию у клеток женского пола, он добился того, что крупные клетки, которые должны были стать яйцеклетками, продолжили делиться, превратившись в спермии. Напротив, заблокировав экспрессию гена в мужских гаметах, он смог добиться того, что клетки перестали делиться и остались крупными, превратившись в яйцеклетки, которых смогли оплодотворить другие спермии.

## Классификация
Внутривидовыми таксонами вида являются:
- Volvox carteri f. kawasakiensis Nozaki, 1988
- Volvox carteri f. nagariensis Iyengar, 1933
- Volvox carteri f. weismannia (J.H.Powers) Iyengar, 1933